# Nyikolaj Alekszandrovics Tarhov

Nyikolaj Alekszandrovics Tarhov, francia írásmóddal Nicholas Tarkhoff (Moszkva, 1871. január 20. – Orsay, 1930. június 5.) orosz–francia festőművész.

## Élete

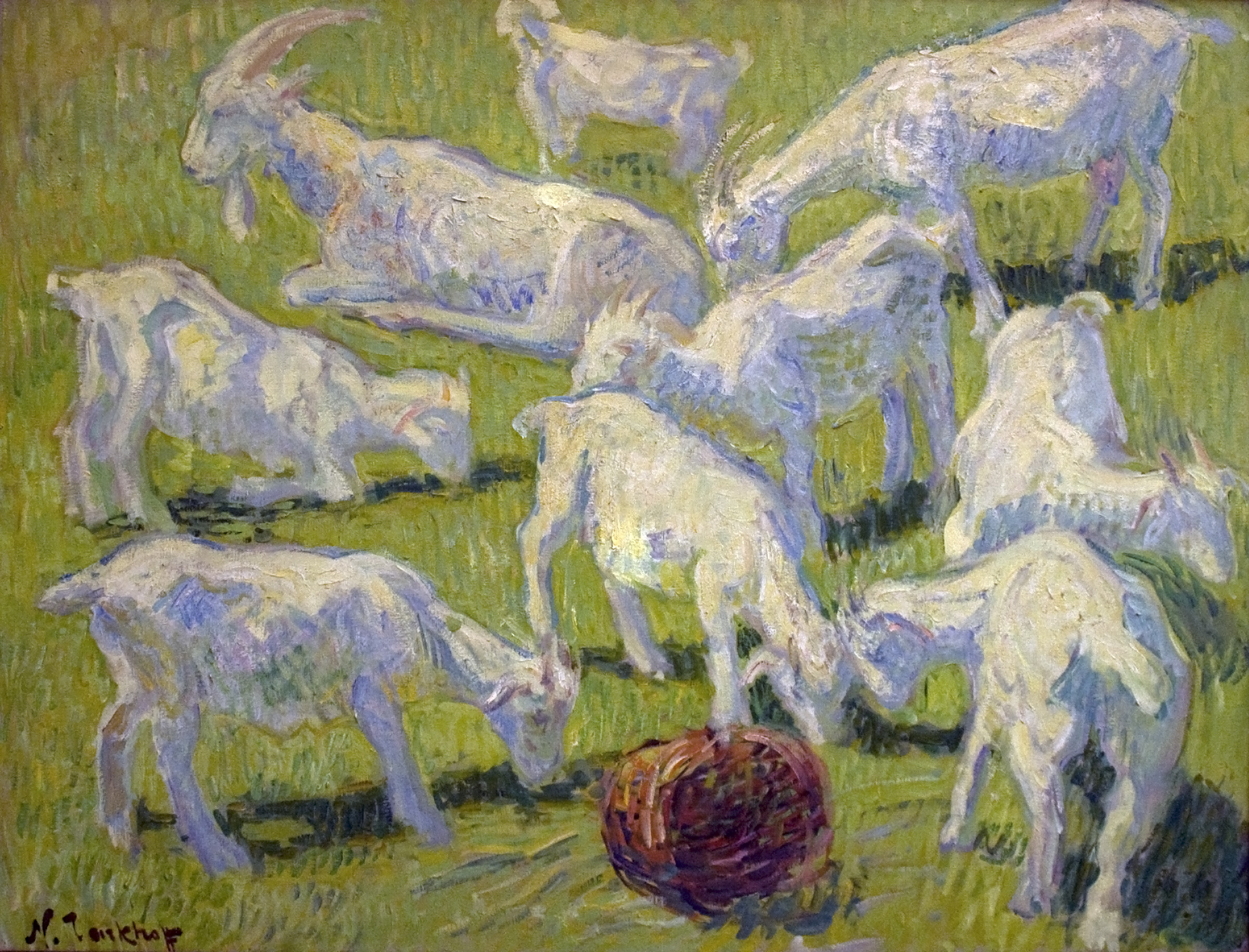
Kecskék napsütésben, 1904, Tretyakov Galéria

Kereskedő családból származott. 1894-ben sikertelenül próbált bekerülni a moszkvai festészeti iskolába. Önállóan kezdett tanulni, majd 1897-től K. Korovin műtermét látogatta. Alkotásaival először a moszkvai művészetkedvelők 27. kiállításán mutatkozott be. 1898-ban Párizsba utazott és ott folytatta tanulmányait, különböző szalonok kiállításain jelent meg. Első önálló kiállítására 1909-ben került sor Párizsban a Drouet galériában. Hazájába is küldött alkotásaiból, ahol azokat több kiállításon mutatták be Szentpétervárott.
1911-ben véglegesen letelepedett Orsay-ban.

## Művészete
Művészetét számos elismerő kritika fogadta. Képeiből még életében vásárolt a moszkvai Állami Tretyjakov Galéria, ahol fenti képe ma is ki van állítva.